# Radical-Socialistas (França)
Os Radical-Socialistas formaram um grupo parlamentar ativo entre 1892 e 1958, durante a Terceira e a Quarta República Francesa. Tendo passado por vários nomes ao longo de sua existência, reunia parlamentares dos movimentos radical e socialista.

## Histórico
No final do século XIX, o grupo da “Extrema Esquerda”, que originalmente reunia os chamados republicanos radicais "intransigentes" (da União Republicana) e socialistas independentes, deu origem à ideologia do “Socialismo Radical”. Esta consistia em combinar ideias republicanas radicais (bastante estatistas) com certas posições socialistas, ainda revolucionárias na época. Os Radical-Socialistas representavam então a ala esquerda do campo republicano.
O grupo foi criado em março de 1892, sob o nome de "Grupo Republicano Socialista Radical", por ex-deputados da Extrema Esquerda, antes de retornar ao seu nome original em 1893. Foi em 1895 que o grupo da Extrema Esquerda se fundiu definitivamente com o "Grupo Radical-Socialista", em apoio ao primeiro governo composto inteiramente por radicais, o gabinete de Léon Bourgeois.
Com a chegada dos deputados socialistas, os deputados radical-socialistas foram gradualmente empurrados para o centro da Assembleia Nacional Francesa. No início do século XX, o grupo representava a esquerda francesa, situada entre os socialistas reformistas e o grupo da “Esquerda Radical”, com o qual formou a coalizão "Bloco das Esquerdas” em 1899 (à qual se juntaram os “Republicanos de Esquerda”, a ala pró-Dreyfus dos moderados).
Em 1901, foi criado o “Partido Radical (PR)”, buscando reunir todos os representantes radicais eleitos a fim de exercer influência sobre a estruturação da “Direita Republicana”, que emergiu da reaproximação entre a ala conservadora dos republicanos moderados e os monarquistas que haviam aderido às ideias republicanas após o “Caso Dreyfus”. Com as eleições de 1902, o grupo Radical-Socialista tornou-se a força dirigente do Bloco de Esquerda.
A unidade dos radicais e dos radical-socialistas na Assembleia Nacional só se tornou efetiva após as eleições legislativas de 1914, visto que os membros eleitos até então tinham liberdade para se filiar a outros grupos. Após 1914, este último acolheu radicais independentes que, por diversas razões, não desejavam ingressar no Partido Radical, ou outros que o abandonaram em nome da rejeição de alianças com os socialistas.
Durante o período entreguerras, foi o principal grupo parlamentar e apoiou todos os governos sucessivos entre 1924 e 1940.